# Estação Carlos Valdovinos
A Estação Carlos Valdovinos é uma das estações do Metrô de Santiago, situada em Santiago, entre a Estação Rodrigo de Araya e a Estação Camino Agrícola. Faz parte da Linha 5.
Foi inaugurada em 05 de abril de 1997. Localiza-se no cruzamento da Avenida Vicuña Mackenna com a Avenida Quilín e a Avenida Carlos Valdovinos. Atende as comunas de Macul e San Joaquín.